# MGMT
MGMT (abreujament de The Management) és un grup nord-americà format per Andrew Vanwyngarden, Ben Goldwasser, James Richardson, Matt Asti i Will Berman. El grup es va formar el 2002, però no van debutar professionalment fins al 2007 amb l'edició del seu primer àlbum Oracular Spectacular, amb la discogràfica Columbia Records.

## Història
El grup es va formar el 2002, quan Goldwasser i VanWyngarden es van conèixer a la Wesleyan University de Connecticut.
Durant la seva primera etapa com a grup amb el nom de The Management van començar a experimentar amb diversos estils, com el noise rock (rock sorollós) o l'electrònica. Aquests primers experiments musicals van quedar enregistrats al seu primer treball, un EP amb la discogràfica Cantora Records anomenat We (don't) care, on els ritmes electrònics tenen força protagonisme. Poc temps després la mateixa discogràfica els va donar l'oportunitat d'enregistrar un àlbum, el seu primer àlbum. Així doncs, va néixer Climbing to new lows, on apareixien noves versions de les antigues cançons de l'EP We (don't) care. En aquestes noves cançons ja s'aprecia una evolució del seu so. D'aquesta manera, a poc a poc, van anar evolucionant fins a aconseguir el seu estil tan característic anomenat pop psicodèlic.
El 2005, després de graduar-se, van decidir d'enregistrar el seu primer EP amb el nom de MGMT anomenat Time to pretend. Després d'aquesta edició van actuar a diferents festivals de l'escena independent.
Cap a finals del 2006 el productor de Columbia Records, Steve Lillywhite, decideix oferir-los un contracte amb la seva discogràfica per a produir quatre àlbums.
El primer d'aquests quatre àlbums, Oracular spectacular, va sortir al mercat a principis del 2008. La cançó triada per a promocionar-lo va ser Time to pretend, la qual va tenir molt bona acollida. L'àlbum també va tenir molt bona acollida per part de la crítica musical; la revista Rolling Stone els va qualificar com grup a seguir. A més a més, van arribar a les llistes d'èxits del Regne Unit i fins i tot van ser qualificats per emissores de ràdio britàniques com un dels Sons del 2008. Els MGMT van interpretar la cançó Time to pretend als Estats Units, al programa de nit de David Letterman; i aquesta cançó va aconseguir el cinquè lloc a la llista Heatseekers de Billboard.
El grup nord-americà va compartir escenari amb Radiohead a la ciutat de Manchester, sent el seu grup de suport, alhora que van anunciar una gira pel Regne Unit.
El grup va actuar per molts festivals, com ara el Festival de Bonaroo, el Festival de Glastonbury, el Roskilde Festival, l'Oxegen o el Lollapalooza. Tots durant el 2008. Fins i tot van passar per la ciutat de Barcelona durant el Primavera Sound.

## Discografia

### Àlbums
- Climbing to new lows (amb el nom de The Management)(2005)
- Oracular spectacular (2007)
- Electric Feel (2008)
- Metanoia(2008)
- Congratulations (2010)
- MGMT (2013)
- Little Dark Age (2018)
- 11•11•11 (2022)
- Loss of Life (2024)

### EPs
- Time to pretend EP (2005)
- We (don't) care (amb el nom de The Management)(2004)

### Singles
- Time to pretend
- Electric feel
- Kids
- Metanoia
- Flash Delirium
- Siberian Breaks
- It's Working
- Congratulations